# François-Barthélemy de Salignac de La Mothe-Fénelon
Pour les articles homonymes, voir Fénelon (homonymie) et Salignac.
François-Barthélemy de Salignac de La Mothe-Fénelon (né à Sainte-Mondane le 24 août 1691, mort à Paris le  16 juin 1741) est un ecclésiastique qui fut évêque de Pamiers de 1735 à 1741.

## Biographie
François-Barthélemy est le 3e fils de François III, marquis de La Mothe-Fénelon († 12 janvier 1742), et d'Elisabeth Beaupoil de Saint-Aulaire. Il est donc le petit-neveu de Fénelon. Destiné à l'Église, il est élevé à Cambrai par son grand-oncle et on le surnomme le « Petit Abbé ». Il reçoit dès 1709 les bénéfices ecclésiastiques  du Rauzel, de Saint-Front et de Douzens et ensuite ceux de Saint-Pierre de Carennac.
Ordonné prêtre en 1717, devenu chanoine et archidiacre de la cathédrale de Cambrai puis vicaire général de Saintes, il est pourvu en commende de l'abbaye Saint-Martin de Pontoise en 1730. Il est désigné comme évêque de Pamiers en 1735. Confirmé le 19 décembre, il est consacré en janvier suivant dans la chapelle du séminaire Saint-Sulpice de Paris par Jean-Joseph Languet de Gergy, archevêque de Sens. Au cours de son bref épiscopat, il prend dans son diocèse le contrepied des positions ses deux prédécesseurs, favorables au jansénisme, mais il meurt dès le 17 juin 1741.